# Distrito de Dhar
Dhar (en hindi; धार जिला) es un distrito de la India en el estado de Madhya Pradesh. Código ISO: IN.MP.DH.
Comprende una superficie de 8 153 km².
El centro administrativo es la ciudad de Dhar. Dentro del distrito se encuentra la localidad de Badnawar.

## Demografía
Según censo 2011 contaba con una población total de 2 184 672 habitantes, de los cuales 1 070 405 eran mujeres y 1 114 267 varones.